# 인도자라
인도자라(Indian softshell turtle) 또는 갠지스자라(Ganges softshell turtle)는 남아시아의 강, 예를 들어 갠지스강, 인더스강, 마하나디강 등에서 발견되는 자라과의 일종이다. 이 취약종 자라는 최대 94cm까지 등딱지 길이가 자란다. 주로 물고기, 양서류, 동물 사체 및 기타 동물성 먹이를 섭취하지만, 수생식물도 먹는다. 이 자라는 1972년 야생동물 보호법 제1조의 제2부에 등재되어 있으며, 이 종을 소유하는 것은 범죄에 해당한다.

## 묘사
이 종은 등딱지와 배딱지의 구조를 기준으로 식별된다. 갈비판은 여덟 쌍이 있으며, 마지막 쌍은 잘 발달하여 정중선에서 서로 맞닿아 있다. 첫 번째 갈비판 쌍 사이에는 신경판이 두 개 존재한다. 판들은 표면이 거칠게 움푹 패였으며 구불구불한 무늬가 있다. 앞배딱지는 배딱지 중심의 뼈인 내복판 앞쪽에서 좁게 분리되어 있으며, 내복판은 둔각 또는 직각을 이룬다. 배딱지 융기는 매우 크며, 흉판과 복판 부위, 검상판, 그리고 노령 개체에서는 내복판에서도 발달한다. 어린 개체의 등 쪽 피부에는 작은 결절이 길게 능선 형태로 배열되어 있다. 머리는 중간 크기이며, 주둥이는 안와 직경과 거의 같다. 성체에서는 눈 사이 간격이 콧구멍 부위보다 훨씬 좁다. 눈뒤궁의 폭은 안와 최대 직경의 1/3에서 1/2 정도이다. 하악골 안쪽 모서리는 뚜렷이 솟아 날카로운 능선을 이루며, 이 능선은 턱결합부에서 짧은 수직 돌기를 낸다. 하악골의 턱결합부 직경은 안와 직경을 초과하지 않는다. 등 쪽은 올리브색이며, 어린 개체의 등은 가는 검은색 선으로 구불구불한 무늬가 있지만 눈무늬는 없다. 머리에는 눈 사이에서 목덜미까지 이어지는 검은 세로줄이 있으며, 이 줄은 두세 개의 뒤집힌 V자 모양 검은 줄에 의해 교차된다. 배 쪽은 누르스름한 색을 띤다. 등딱지 원반의 길이는 약 61cm에 이른다.

## 분포
이 종은 종종 인더스강, 갠지스강/파드마강, 메그나강, 브라마푸트라강, 자무나강, 나르마다강, 마하나디강 분지와 대부분의 지류 및 중간 배수로, 아프가니스탄, 방글라데시, 인도 (아삼주, 비하르주, 구자라트주, 잠무 카슈미르주, 마디아프라데시주, 오리사주, 펀자브주, 라자스탄주, 우타르프라데시주, 서벵골주), 남부 네팔과 파키스탄에서 발견된다.

## 문화
이 종은 인도 오디샤주의 사원 연못에서 신성한 존재로 여겨지며, 문화적으로 중요한 역할을 한다.